# PGA Tour (série de jeux vidéo)

PGA Tour est une série de jeux vidéo de golf éditée par Electronic Arts.

## Série originale
- PGA Tour Golf (1990)
- PGA Tour Golf II (1992)
- PGA Tour Golf III (1994)
- PGA Tour 96 (1995)
- PGA Tour 97 (1996)
- PGA Tour 98 (1997)

## Tiger Woods
À partir de 1998, la série a pour égérie Tiger Woods.
- Tiger Woods 99 PGA Tour Golf (1998)
- Tiger Woods PGA Tour 2000 (1999)[1]
- Tiger Woods PGA Tour 2001 (2000)
- Tiger Woods PGA Tour 2002 (2002)
- Tiger Woods PGA Tour 2003 (2002)[2]
- Tiger Woods PGA Tour 2004 (2003)
- Tiger Woods PGA Tour 2005 (2004)
- Tiger Woods PGA Tour 06 (2005)
- Tiger Woods PGA Tour 07 (2006)
- Tiger Woods PGA Tour 08 (2007)
- Tiger Woods PGA Tour 09 (2008)
- Tiger Woods PGA Tour 10 (2009)
- Tiger Woods PGA Tour 11 (2010)
- Tiger Woods PGA Tour 12 (2011)
- Tiger Woods PGA Tour 13 (2012)
- Tiger Woods PGA Tour 14 (2013)

## Rory McIlroy
En 2013, Tiger Woods est remplacé par Rory McIlroy. Plusieurs médias font la relation entre ce changement et les frasques extra-sportives de Woods,. Tiger Woods avait été déjà retiré de la pochette du jeu pour la version 12 pour cette même raison.
- Rory McIlroy PGA Tour (2015)

## Jeux dérivés
- PGA European Tour (1994)
- PGA Tour Pro sur Windows (1997)
- Tiger Woods PGA Tour sur iOS (2009)
- Tiger Woods PGA Tour Online sur Windows (2010)